# 45 Minutes from Hollywood
45 Minutes from Hollywood är en amerikansk stumfilm från 1926 regisserad av Fred Guiol.

## Handling
Orville är en ung man åker till Hollywood i tron om att kunna betala hyran till sitt hem innan det är för sent. När han väl kommer dit blir han vittne till ett bankrån, som han dock tror är en filminspelning.

## Om filmen
I filmen medverkar Stan Laurel och Oliver Hardy som senare kom att bli kända som komikerduon Helan och Halvan, men som här inte uppträder som duo.
Detta är den första filmen som Stan Laurel och Oliver Hardy medverkar tillsammans i som är producerad av Hal Roach. Den tidigare filmen The Lucky Dog från 1921 som de båda medverkade är producerad av Broncho Billy Anderson.
Filmen har givits ut på DVD och Blu-ray.

## Rollista (i urval)
- Glenn Tryon – Orville
- Charlotte Mineau – Orville's mor
- Molly O'Day – Orville's syster
- Oliver Hardy – hotelldetektiven
- Stan Laurel – hotellgäst i säng
- Tiny Sandford – konduktör
- Claude Gillingwater – äldre man i säng
- Lyle Tayo – hotellgäst
- Chet Brandenburg – hotellgäst
- Jack Hill
- Janet Gaynor[1]